# Тбіліський національний парк
Тбіліський національний парк — перший національний парк в Грузії. Засновано парк у 1973 році. Розташований на Саґурамському хребті Саґурамо-Ялнойського гірського пасма Головного Кавказького хребта, на висоті від 600—1700 метрів над рівнем моря. Площа: 23218 га.

## Опис
Парк ділиться на п'ять частин: Саґурамо, Ґардабані, Ґлдані, Ґулебі та Марткопі. Майже вся його територія покрита лісами. Серед дерев зустрічаються дуб, граб, груша кавказька та інші. Також тут є багато рослин та тварин, які занесені в Червону книгу. Крім флори і фауни у парку зустрічаються і меморіальні пам'ятки: монастирі Джварі та Зедазені.
Інфраструктура парку знаходиться на низькому рівні. Парк підходить тільки для пішої чи велопрогулянки, оскільки тут немає зон для нічлігу. Проте є місця для пікніків.

## Історія
Деякий час Тбіліський парк переживав не найкращі часи, проте в 2007 році він знову відновив свою роботу на базі парку та заповідника Сагурамо. 
У 2016 році була облаштована маркована доріжка від с. Мамкода до Саґурамо, які знаходяться біля парку.